# Хидроавион
Хидроавиони‚ хидроплани, „летећи бродови“ су специјално конструисани ваздухоплови (авиони, хеликоптери, змајеви) који су у стању да слећу и полећу са водених површина, река, канала, језера, мора, или са за ту намену специјално уређених и опремљених водених површина (хидродрома), у дневним и ноћним условима.

## Типови хидроавиона
Кад су хидроавиони у питању и дан данас постоји конфузија дали су то чамци који лете или летелице које плове ако се томе придодају још хидроједрилице, хеликоптери, моторни змајеви и свемирске летелице који могу да слете на водену површину, дилема је комплетна. У овом чланку је обрађена ужа тематика која се односи искључиво на хидроавионе у ужем смислу те речи.

### Амфибије
Амфибије су хидроавиони који могу да слете и на водену површину и на тврдо тле. Зато ову класу хидроавиона често називају водоземци. Обично су то авиони чамци који имају стајне органе као и обични авион и извлачи их приликом слетања на земљу.
- Двомоторни хидроавион амфибија Груман-Малард
- Хидроавион амфибија Сикорски VS-44 1938.
- Најпознатији извиђачки хидроавион амфибија PBY-5A Catalina југозападни Пацифик 1943.
- Хидроавион амфибија Шорт Селанд у наоружању ЈРВ.
- Хидроавион амфибија са турбоелисним моторима
- Хидроавион Канадаир CL-415 за гашење шумских пожара

### Авиони са пловцима
Хидроваиони са пловцима су обично конвенционални авиони код којих су точкови или скије замењени пловцима који му служе као пловило. У односу на хидроавионе групе „летећи чамци“ ови хидроавиони имају, због пловака и система за њихово везивање за авион, знатно већи аеродинамички отпор што утиче како на смањење брзине тако и на повећање потрошње горива а тиме и на смањење долета авиона. Међутим са становишта производње и конструкције авиона много је лакше и јефтиније направити хидроавион са пловцима у односу на остале типове хидроавиона. Овај тип хидроавиона се данас обично примењују за лаке туристичке и путничке авионе а кроз историју су се користили и као извиђачки, патролни, курирски па и борбени авиони (ловци, бомбардери и торпедни авиони).
- Једномоторни двокрилни хидроавион Авро 501 са пловцима
- једномоторни једнокрилни хидроавион са клипним мотором и једним пловком
- Утва 66Х једномоторни једнокрилни хидроавион са клипним мотором и пловцима
- Двомоторни хидроавион са пловцима и турбоелисним моторима
- Двомоторни хидроавион
- Туристички јеномоторни хидроавион у Ванкуверу 2019. година
- Хидроавион у Ванкуверу 2023. године

### Летећи чамци
Хидроавион ове класе има труп у облик чамца (брода) који му служи као пловило. Ови авиони обично на крилима имају помоћне пловке који му омогућавају попречну стабилност на води. Ови летећи бродови су се нарочито развијали између два светска рата и били су највећи авиони на свету а користили су се за прекоморске путничке летове, јер су решавали проблеме непостојећих адекватних аеродрома као повећавали безбедност прекоокеанских летова јер су могли принудно да слете у случају кварова на морску површину.
- Једно крилни лаки хидроавион са чуноликим трупом.
- Путнички хидроавион "Yankee Clipper" 1939.
- Највећи хидроавион "Hughes H-4 Hercules" 1947.
- Путнички хидроавион "Beriev Be-200" на млазни погон 2010.

### Хидропланери
Хидропланери су хидроавиони код којих се специјалном конструкцијом крила или понтона испод њих, при кретању по води ствара ефекат познат под називом аквапланинг (хидропланинг) који представља ноћну мору возачима аутомобила јер појава аквапланинга на влажном асфалту између пута и гума аутомобила изазива клизање аутомобила и чест је узрочник многих аутомобилских несрећа. Код ових авиона искоришћен је позитиван ефекат аквапланинга јер појава аквапланинга у овом случају смањује хидроотпор између авиона и површине воде тако да авиони лакше полећу и безбедније и удобније слећу.
- Хидроавион Дорније  са понтонима испод којих се јавља аквапланинг ефекат при полетању
- Хидроавион Беријев  који користи аквапланинг ефекат
- Изглед крила хидроавиона Беријев Be-103 која омогућавају аквапланинг ефекат

## Историјат
Када су се почетком двадесетог века појавили авиони за њихово коришћење је била неопходна равна површина довољно дуга да би са ње авион полетао и слетао (аеродром). Веома често се дешавало да овакве површине нису биле расположиве а у исто време на располагању су стајале идеално равне и погодне, водене површине реке, језера и мора, које се могу користити за ту намену. Тако је дошло до развоја хидроавиона који су уместо точкова или скија почели да користе пловке или им је труп прављен у облику чамца (чуна) чуноликог облика који је служио за слетање и полетање авиона на или са водене површине.
Први корак у хидроавијацији је обавио француски пројектант, градитељ и пилот Габријел Воисин (фр. Gabriel Voisin), који је својим авионом двокрилцем јуна месеца 1905. године на реци Сена у Паризу прелетео 2.000 m на висини од 15 до 20 m. Први хидроавион је конструисао француски инжењер Анри Фабр (фр. Henri Fabre) и њиме полетео 28. марта 1910. године. Његова летелица названа „канар“ (патак) имала је три пловка а покретао га је мотор Гном од 50 KS са потисном елисом. Грчки хидроавион „Астра Хидроавион“ је између децембра 1912. и јануара 1913. године први пут коришћен у војне сврхе за време Балканског рата. Извиђајући положаје турске флоте, грчки авион је на висини од 1.200 m прелетео преко Дарданела 24.01.1913. бацио четири бомбе иако је на њега пуцано (безуспешно) он је након два сата лета слетео на море у близини острва Имброс.
Захваљујући великим воденим пространствима и њиховој распрострањености уз појаву хидроавиона дошло је до повећаног коришћења авијације како у војне тако и у цивилне сврхе. Тако је у току Првог светског рата дошло до масовног коришћења хидроавиона пре свега у ратној морнарици. Сви већи ратни бродови (крстарице и бојни бродови) носили су на себи неколико хидроавиона који су са њих полетали избацивањем помоћу катапулта а при повратку са борбеног задатка хидроавион би слетао на морску површину у близину брода па би га онда дизалицом дизали на палубу брода. Хидроавиони су тада имали тројаку улогу: пре свега били су извиђачи за откривање позиције бродова противничке стране, служили су као бомбардери када су противнички бродови били ван домета бродске артиљерије и на крају служили су као ловци за заштиту матичног брода или флоте од напада противничких авиона.
На источном фронту тј. Црноморском ратишту тактика примене хидроавиона је била другачија, на почетку рата у Русији су од неколико помоћних бродова направљени носачи хидроавиона који су веома ефикасно деловали на простору око улаза у Дарданеле из Црног мора. Сваки носач хидроавиона је имао 10 хидроавиона руске производње Григорович М-5 и М-9 који су могли да развију брзину од 110 km/h и понесу терета од 550 kg. Носачи хидроавиона би дошли на безбедну даљину од циља 15 до 20 km, спуштали авионе у море, они одатле полетали на извршење задатка и после обављеног задатка се враћали у близину брода и дизалицом подизани на палубу. На тај начин је неутралисана немачко турска флота која је ушла у Црно море, прекинуто снабдевање каменим угљем Цариграда поморским путем и бомбардована лучка постројења. Црноморска поморска хидроавијација је 1917. године учествовала у великој десантној операцији освајања лучког града Трапезунта. На овај начин примена хидроавиона и њихових носача је утрла пут примене носача авиона који су пуну афирмацију доживели у току Другог светског рата.
На западном (атлантском) и медитеранском ратишту како је рат одмицао а нарастала опасност од подморница, хидроавион су се са све већим успехом користили за противподморничку борбу.
Прво потапање подморнице из ваздуха забележено у историји ваздухопловства се одиграло на Јадранском мору 15. 09. 1916. године. Управљајући извиђачким хидроавионом Лонер, аустроугарског поморског ваздухопловства, капетан корвете Димитрије Коњовић и подофицир Валтер Железни су 15. септембра 1916. године у близини Бококоторског залива открили француску подморницу Франко (фр. Francault) и напали је бомбама. У том нападу подморница је била оштећена заронила је али је морла поново да изрони. Пошто је посада напустила подморницу она је потонула. Коњовић и Железни су слетели на површину мора узели два официра и превезли у поморску базу Кумбор у Боки Кототској а један аустроугарски торпедни чамац је спасао осталих 26 морнара.
Између два светска рата хидроавиони су служили за прелетање океана и успостављање те врсте комуникација, тако је 27. 03. 1919. хидроавион америчке морнарице којим је управљао Алберт Рид прелетео северни Атлантик од Канаде до Португалије преко Азорских острва.
Први прелет јужног Атлантика су направили пилоти португалске морнарице Гаго Кутино и Сакадура Кабрал 1922. године авионом Фаиреј III-D MkII на релацији Лисабон - Рио де Жанеиро.
Редован прекоокеански авио саобраћај је отворен 9. 06. 1939. године преко северног Атлантика на линији Њујорк - Саутхемптон. Линију је одржавала ваздухопловна компанија Пан Америкен хидроавионом Боинг „Јенки клипер".
Данас се хидроавиони користе за локални путнички саобраћај, авио-такси и туристичке авионе за панорамске летове на острвским земљама као и обалским земљама које имају лошу аеродромску инфраструктуру, поред тога се користе за спашавање на мору и као против пожарни авиони за гашење шумских пожара и пожара на неприступачним теренима због своје добре особине да се могу пунити водом и у току лета.

## Почетак хидроавијације на југословенским просторима
По окончању ратних операција у Првом светском рату до завршетка Париске мировне конференције оружане снаге ново створене државе Краљевство СХС/Југославије су имале функцију само да заштите заробљени ратни материјал заостао иза Аустроугарске. Јадранска обала је била подељена на четири окупационе зоне: северни део под британском окупацијом, простирао се од ушћа реке Соче до Бакра, срењи део под италијанском окупацијом био је од Бакра до Шибеника, од Шибеника до Дубровника је био под америчком окупацијом а јужни део обале од Дубровника до ушћа реке Бојане под француском окупацијом. Након потписивања мировног уговора и повлачења савезника почетком 1920. године формирана је ратна морнарица (РМ) и поморско ваздухопловство (ПВ). Током прве године постојања, ПВ је искључиво користило хидроавионе заробљене од аустроугарског ПВ, а то су били следећи авиони:
- 5 хидроавиона Лонер TL+ 1 хидроавион Лонер TL оспособљен током 1920. године;
- 5 хидроавиона Ханза-Бранденбург K;
- 5 хидроавиона Ханза-Бранденбург W.13;
- 4 хидроавиона Ханза-Бранденбург W.18;
- 1 хидроавион са пловцима Фридрихсхафен FF.49 и
- 2 хидроавиона са пловцима Румплер 6B2.

Пет заробљених сувоземних ловаца Феникс (Phoenix D.I i D.II) са аеродрома у Игалу, ПВ је уступило југословенском војном ваздухопловству (ВВ) а они су, за узврат, у Италији 1921. године купили пет хидроавиона (три ФБА и два Савоја S.13) који су испоручени марта месеца 1922. године и предати ПВ. То је била прва набавка ратног материјала у Краљевству СХС (Југославији). Сви ови авиони, како трофејни остали из Првог светског рата тако и ови набављени у Италији су углавном служили за обуку поморских пилота и њихову тренажу.

## Хидроавијације на југословенским просторима између два рата
Након формирања Ратне мормарице Краљевине СХС набављено је неколико примерака хидроавиона из иностранства по основу наплате ратних репарација, неколико је купљено из државног буџета а део на основу домаћих и страних зајмова. То су били следећи типови авиона: француски C.A.M.S. 30e; и немачки Дорније Do D и Дорније Do J;

Пошто се на међународном тржишту често нису могли под повољним условима наћи потребни авиони, а и концепција развоја ваздухопловства је предвиђала развој домаће индустрије ваздухоплова и властитих конструкција авиона, ПВ се обратило домаћој индустрији са захтевом за производњу хидроавиона. Тако је дошло до тога да је први авион властите конструкције произведен у домаћим фабрикама авиона на индустријски начин, био баш школски хидроавион, летећи чамац Икарус ШМ, произведен 1924. године, a затим сличан већи хидроавион обалски извиђач Икарус ИО произведен 1925. године (конструкције инж. Јосип Микл у фабрици Икарус из Новог Сада.
Крајем 1927. и почетком 1928. године Фабрика аероплана и хидроавиона Змај из Земуна испоручила је ПВ-у школске хидроавионе Арно HD-41H произведених по француској лиценци. У периоду од 1928. до 1936. године, због непостојања јасне визије развоја ПВ набављено је неколико хидроавиона у циљу њиховог тестирања. Тако су набављени следећи хидроавиони: енглески Де Хевиланд DH.60 Мот; чехословачки Летов Š.16-d Šmolik; амерички Флит Model 10, а од Змаја су набављени Физир Ф1М-Јупитер ("Велики Физир"); хидро верзија авиона Физир ФН са мотором WM 145KS (Мали Физир") и модификовани (са костуром од челичних цеви) Хајнкел He 8 који је рађен по немачкој лиценци.
Након вишегодишњег експериментисања Поморско ваздухопловство Краљевине СХС се готово у потпуности определило за домаће хидроавионе тако је у периоду од 1937. до 1941. године сем даљинског извиђача Дорније Do 22 сви хидроавиони набављани у домаћим фабрикама захваљујући томе имамо читаву серију домаћих веома успешних хидроавиона. Београдска фабрика авиона Рогожарски је у периоду од 1937. до 1941. године Поморском ваздухопловству Краљевине Југославије испоручила следеће хидроавионе: Рогожарски ПВТ-Х – прелазно школски хидроавион; Рогожарски СИМ-XII-Х – школски хидроплан и Рогожарски СИМ-XIV-Х – обални извиђач (први домаћи двомоторни борбени авион).
Период од 1925. до 1941. године може се слободно назвати златни период хидроавијације на југословенском простору.

## Галерија
- Хеликоптер амфибија ирске Обалске страже
- Моторни змај са чамцем
- Хеликоптер амфибија и Аполо 10 у Тихом океану